# Barra di comando

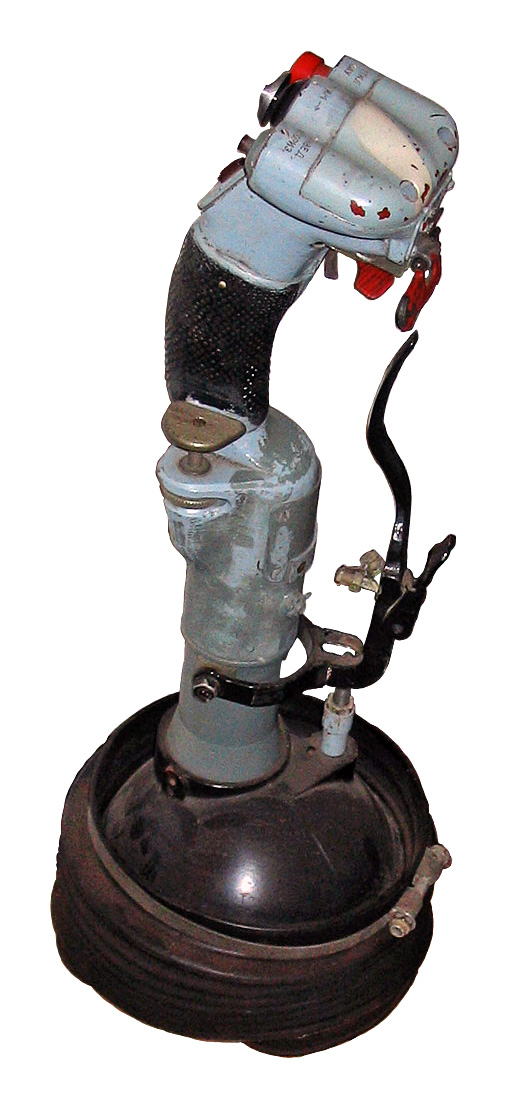
Barra di comando di un Sukhoi Su-22

In aeronautica la barra di comando, chiamata anche col termine francese cloche (/klɔʃ/), è una leva che permette di governare un aeroplano azionando le superfici orizzontali quali alettoni ed equilibratori.
In alcuni aerei la barra di comando è collegata in modo meccanico alle superfici di volo, mentre molti aerei moderni usano un sistema di comando detto fly-by-wire.

## Evoluzione

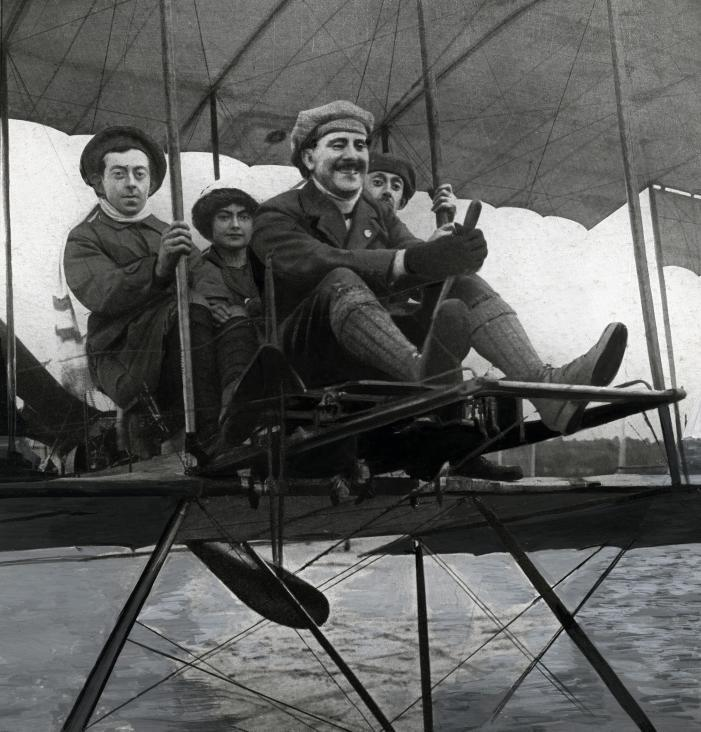
Il progettista aeronautico olandese Marinus van Meel alla barra di comando di un biplano. Soesterberg, Paesi Bassi, 1911.

La soluzione della barra di comando per controllare le superfici di volo di un aeroplano fu adottata fin dagli albori dell'aeronautica, nei primi anni del Novecento.
All'epoca della prima guerra mondiale, virtualmente tutti i caccia erano dotati di comandi dei piani di coda e degli alettoni azionati da un dispositivo a barra.
La prima cloche fu costruita da Robert Esnault-Pelterie nel 1907.
Fino agli anni venti la barra di comando rimase sostanzialmente molto semplice, avendo l'unica funzione di controllo delle superfici aerodinamiche.
Dagli anni '20 in poi, tuttavia, si iniziarono ad integrare su di essa nuovi comandi. Uno dei primi di questi ad essere aggiunto fu il grilletto delle mitragliatrici.
Durante la seconda guerra mondiale la barra di comando non subì sostanziali modifiche funzionali, se non l'integrazione, su alcuni aerei, di un pulsante per l'azionamento della radio. Iniziò invece una trasformazione morfologica, per rendere le impugnature più ergonomiche e favorire l'azionamento dei comandi anche durante manovre ad alto numero di g (alte accelerazioni).
Dopo la guerra di Corea, con la crescente sofisticazione degli aerei da combattimento, la barra di comando cominciò ad ospitare un crescente numero di pulsanti e interruttori, permettendo al pilota di accedere a molte funzioni importanti senza togliere le mani dai comandi.
Le prime barre multifunzione, progettate sul finire degli anni cinquanta, come quelle del F-4 Phantom II o del Mig-21 erano piuttosto dispersive nella collocazione dei comandi.
A seguito, con l'affermarsi di discipline come l'ergonomia e della "filosofia" HOTAS (hand on throttle and stick, mani sulla manetta e sulla barra) la loro collocazione venne radicalmente razionalizzata, consentendo al pilota di accedere veramente a quasi tutte le funzioni principali senza staccare le mani.
A partire dagli anni settanta, su alcuni modelli come l'F-16 Fighting Falcon, la barra, originariamente collocata tra le gambe del pilota e collegata a servocomandi meccanici, venne sostituita da un joystick, a volte collocato lateralmente, collegato a dei potenziometri, che traducevano i movimenti in impulsi elettrici trasmessi ad un elaboratore del sistema fly-by-wire e non più direttamente ai comandi.